# قصاصة (برمجة)

مثال على قصاصة برمجية.

مصطلح قصاصة (بالإنجليزية: Snippet)‏ (جمع: قصاصات) في البرمجة يعني شفرة (كود) أو نص تم تخزينه مسبقاً ليتم إعادة استخدامها لاحقاً لتجنب الكتابة المتكررة والروتين. هذه القصاصات عادة هي أجزاء محددة وقصيرة تندرج في وحدات برمجية أكبر. تضم المحررات البرمجية عادة ميزة إدارة القصاصات وهي خاصية تسمح للمستخدم تجنب تكرار كتابة الشفرات المتكررة الروتينية في عمليات التحرير والبرمجة وتجعله يدرج القصاصات الجاهزة ببساطة.